# Charl McLeod
Pour les articles homonymes, voir McLeod.
Pas d'image ? Cliquez ici

a Compétitions nationales et continentales officielles uniquement.

b Matchs officiels uniquement.
Dernière mise à jour le 5 juillet 2017.
Charl McLeod, né le 5 août 1983 à Johannesburg, est un joueur sud-africain de rugby à XV évoluant principalement au poste de demi de mêlée. À l’été 2017, il signe au sein de l'effectif du Stade français en Top 14. Après une année passée chez les Stadistes, il rejoint le Lyon olympique universitaire en tant que joker médical pour pallier les blessures de Baptiste Couilloud et de Jonathan Pélissié.

## Biographie
De 2008 à 2014, il fait partie de l'effectif des Natal Sharks en Currie Cup et des Sharks en Super 15.
Charl McLeod a entamé sa sixième saison de Super Rugby avec la franchise de Durban, une compétition dans laquelle il a disputé plus de 50 matchs et marqué 5 essais et dont il a atteint la finale avec les Sharks en 2012. Il a également participé à la Currie Cup avec les Natal Sharks, compétition qu’il a remportée en 2010 et en 2013. Une victoire 2013 où il a largement joué son rôle[évasif], puisqu’il a marqué 2 essais en finale.
Il est sélectionné une fois en 2011 avec les Springboks le 30 juillet 2011 contre la Nouvelle-Zélande à Wellington
Il signe au FC Grenoble un contrat de 2 ans pour les saisons 2014-2015 et 2015-2016. Le 6 novembre 2015, il prolonge son contrat avec le club isérois jusqu'en 2018. En 2017, il signe finalement avec le Stade français Paris à la suite de la relégation du FC Grenoble.

## Palmarès
- Super Rugby :
  - Vice-champion (1) : 2012 (Sharks)

- Currie Cup :
  - Vainqueur (2) : 2010 et 2013 (Natal Sharks)

- Challenge européen :
  - Demi-finaliste (1) : 2016 (FC Grenoble)